# 이반 일리치

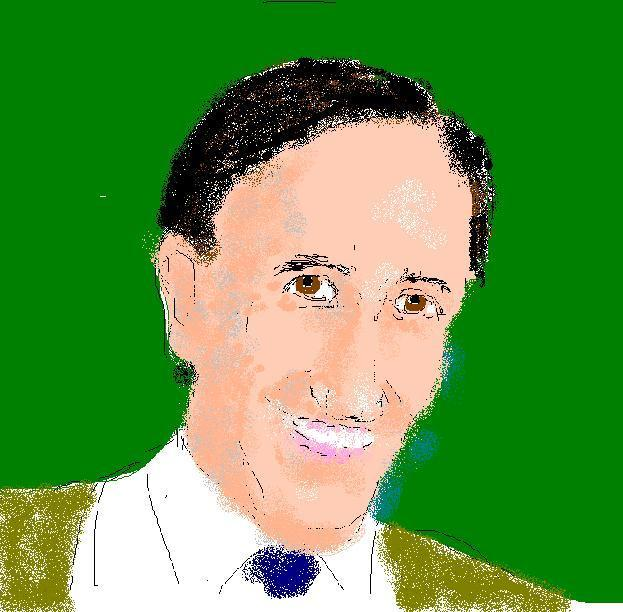
이반 일리치의 소묘

이반 도미니크 일리치(독일어: Ivan Dominic Illich, 독일어 발음: [ɪˈvɑːn ˈɪlɪtʃ], 1926년 9월 4일 ~ 2002년 12월 2일)는 많은 대중 계몽 서적 출판으로 유명한 오스트리아의 철학자이자 신학자이다.

## 생애
크로아티아 출신의 아버지와 유대인 어머니 사이에서 1926년 빈에서 출생하였다. 대학 입학 자격 시험을 이탈리아의 피렌체에서 치른 후 처음에는 화학과 역사를 공부하였으나 곧 신학에 뜻을 두고 로마의 그레고리 대학교에 입학하여 철학과 신학을 공부하였다. 1950년 로마 가톨릭교회의 서품성사를 받은 후 다시 오스트리아의 잘츠부르크 대학교에서 역사학으로 박사학위를 받았다. 10여 개 국어를 할 줄 알았다고 알려진 그는 교황청 국제부에서 일할 것을 제의 받았지만, 1951년에 미국으로 건너가 뉴욕의 아일랜드-푸에르토리코 교구에서 보좌신부로 일했다. 교사 및 학자로서 활동하면서 특히 중남미의 봉건적인 로마 가톨릭교회와 한 이불 속에 있는 정치 체제를 호되게 비판하는 등 해방신학 운동에 많은 동조를 하였다. 1956년 서른 살에 푸에르토리코 가톨릭 대학의 부총장이 되었고, 1966~76년 멕시코 쿠에르나바카에서 일종의 대안 학문공동체 ‘문화교류문헌자료센터CIDOC’를 설립해 연구와 사상적 교류를 이어갔다. 사제 확대 정책에 반대한 것, 피임 정책을 지지하며, 일련의 교회 정책에 반대한 것이 빌미가 되어 교황청과 마찰을 빚다가 1969년에 교회 내 모든 직책에서 물러났다.
한쪽 뺨에 자라는 커다란 혹이 주는 고통 속에서도 '비인간적인 의료산업'에 의한 진단이나 치료를 거부하다 2002년 12월 2일 세상을 떠났다.

## 읽어보기
- 학교없는 사회 Deschooling society(1971); 한국어판, 박홍규 역, <학교 없는 사회>, 생각의 나무, 2009.
- 성장을 멈춰라 (자율적 공생을 위한 도구) Tools for conviviality(1973); 한국어판, 이한 역, <성장을 멈춰라>, 미토, 2004.
- 행복은 자전거를 타고온다 Energy and equity (1974); 한국어판, 박홍규 역, <행복은 자전거를 타고 온다>, 미토, 2004.
- 병원이 병을 만든다 Limits to medicine, medical nemesis : the exproritian of health(1975); 한국어판, 박홍규 역, <병원이 병을 만든다>, 형성사, 1987.
- 그림자 노동 Shadow work (1981); 한국어판, 박홍규 역, <그림자 노동>, 분도, 1988.
- 《이반 일리치와 나눈 대화》Ivan Illich in Conversation(1992); 한국어판, 권루시안 역, 물레, 2010.
- 《이반 일리히의 유언》- 종교와 시대를 횡단한 르네상스적 자유인, The Rivers North of the Future;데이비드 케일리 대담.엮음; 이한.서범석 옮김; 박홍규 감수; 이파르; 2010-02-22
- 《녹색평론》 통권 제111호(2010년 3~4월)의 <일리치의 혹> (김종철) 참고
- 《과거의 거울에 비추어》 현대의 상식과 진보에 대한 급진적 도전 In the Mirror of the Past: Lectures and Addresses 1978~1990(1992); 한국어판, 권루시안 역,《과거의 거울에 비추어》, 느린걸음, 2013. ISBN 978-89-91418-13-4
- 《누가 나를 쓸모없게 만드는가》 - 시장 상품 인간을 거부하고 쓸모 있는 실업을 할 권리, 느린걸음, 2014, ISBN 978-89-91418-16-5, 원제 The Right to Useful Unemployement: And its professional enemies (2000년)
- 《텍스트의 포도밭》 - 읽기에 관한 대담하고 근원적인 통찰, 정영목 옮김, 현암사, 2016, 원제 In the Vinyard of the Text : A Commentary to Hugh's Didascalicon

## 같이 보기
- 역성장
- 자유 소프트웨어 운동
- 전인교육